# Гвинтівка Шасспо
Гвинтівка Шасспо (фр. Fusil Chassepot modèle 1866) — голчаста однозарядна гвинтівка, розроблена французьким зброярем Антуаном Шасспо в 1866 році. Перебувала на озброєнні французької армії в 1866–1874 роках.

## Історія
Гвинтівка була сконструйована французьким зброярем Антуаном Альфонсом Шасспо (1833–1905) в 1857 році. В 1866 році цю гвинтівку було прийнято на озброєння французької армії. Вперше гвинтівка в бойових умовах була випробувана в битві при Ментані 3 листопада 1867 року, де французи, які були озброєні новими голчастими гвинтівками, розбили гарібальдійців.
У Франко-прусській війні (1870–1871) гвинтівка Шасспо показала значну перевагу над голчастою гвинтівкою Дрейзе, якою були озброєні пруссаки. Хоча Шасспо була меншого калібру ніж Дрейзе (11 мм проти 15,4 мм), але в набоях французької гвинтівки було більше пороху, що забезпечувало вищу початкову швидкість кулі (в середньому на 33 %), а отже і більшу ефективну дальність стрільби (1200 м проти 600 м). Також у гвинтівки Шасспо швидкість стрільби була у 1,5 рази вища (10 постр./хв. у Дрейзе проти 15 постр./хв. у Шасспо). Французька гвинтівка була винуватицею найбільших жертв серед прусських солдат. Після війни 20 000 одиниць гвинтівок було продано шаху династії Каджарів.

## Механізм

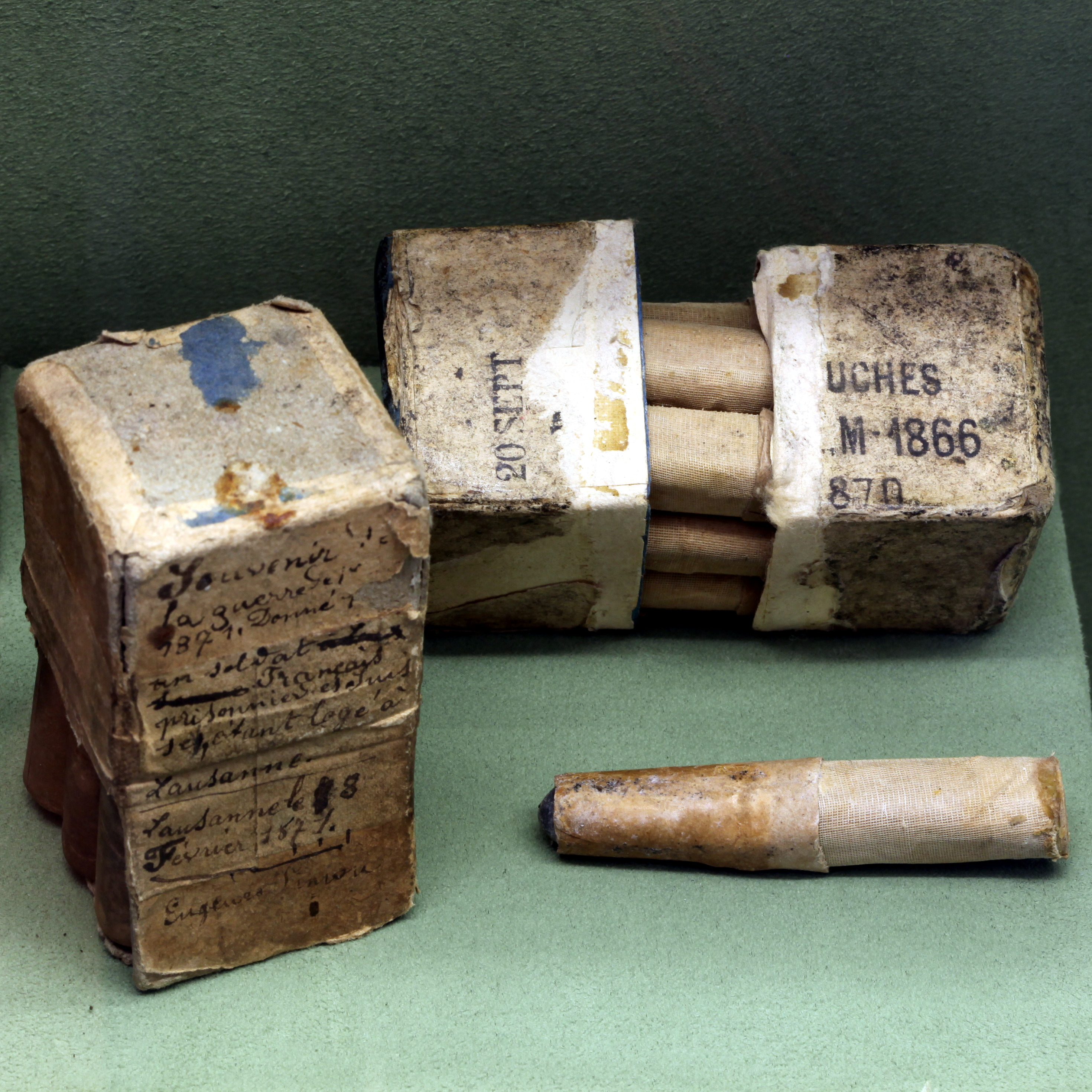
Паперові набої Шасспо

Гвинтівка Шасспо мала ковзний затвор з поворотом при замиканні на 90°. Однак при замиканні затвора курок не ставав на бойовий звід, і для цього був потрібен окремий рух. Була продумана обтюрація затвора від прориву порохових газів. Вона досягалася за допомогою гумових кіл, що надягались на передню частину затвора. Набій застосовувався паперовий, але капсуль містився в картонному піддоні, тому голка ударника була значно коротшою за голку Дрейзе і міцніше. Калібр гвинтівки — 11 мм, загальна довжина без багнета — 131,3 см, загальна довжина з багнетом — 189 см, вага — 4,1 кг, практична скорострільність до 19 постр./хв., прицільна дальність пострілу — 1200 м. Багнет приєднувався до гвинтівки при необхідності і носився зазвичай в залізних піхвах на поясі. У 1874 році гвинтівка Шасспо була замінена на гвинтівку системи Гра під металевий набій. Однак Шасспо стали переробляти під такий же набій, і вони прослужили до 1886 року, коли у французькій армії був запроваджений зменшений калібр.